# 卡尔多纳
卡尔多纳，是西班牙加泰罗尼亚巴塞罗那省的一个市镇。总面积66平方公里，总人口5401人（2001年），人口密度82人/平方公里。